# Kråsmanukod
Kråsmanukod (Manucodia chalybatus) är en fågel i familjen paradisfåglar inom ordningen tättingar.

## Utbredning och systematik
Fågeln förekommer i bergstrakter och skogar på Nya Guinea och Misool. Den behandlas som monotypisk, det vill säga att den inte delas in i några underarter.

## Status
IUCN kategoriserar arten som livskraftig.